# Гіємалора
Гіємалора — рід організмів едіакарської біоти, можливо, споріднених з сучасними актиніями. Мала вигляд мішка діаметром до 3 см зі слабкими радіальними лініями, спочатку інтерпретованими як щупальця, однак виявлені надалі листоподібні органи, прикріплені до тіла, привели до припущення, що «тіло» в дійсності є органом прикріплення більшого організму. Це припущення суперечило первісної класифікації гіємалори як медузоподібного кишковопорожнинного і змусило декількох дослідників віднести хіемалору до хондрофор (гідроїдні з родини Porpitidae). Однак дослідження показали, що у цикломедуз, знайдених в тих же відкладеннях, що і гіємалора, щупальця не зберігаються, отже, щось, визнане у гіємалори за щупальця, насправді такими не є.
Гіємалору знайдено у багатьох відкладеннях на різних континентах.

## Термінологія
Рід спочатку був названий «Пінегія» (Pinegia Fedonkin, 1980), але два роки опісля був перейменований, оскільки виявлено, що це ім'я вже присвоєно роду пермських комах.

## Види
- Hiemalora stellaris Fedonkin, 1982
  - Pinegia stellaris Fedonkin, 1980
- Hiemalora pleiomorphus Vodanjuk, 1989